# Helena Darmesteter
Héléna Arsène Darmesteter, nascida Héléna Hartog foi uma pintora de retratos britânica .

## Biografia
Darmesteter nasceu em Londres como filha de uma professora francesa e da editora do primeiro periódico feminino judeu, Marion Hartog Moss. Sua irmã era Cécile Hartog, a compositora e pianista inglesa. Seus irmãos eram Marcus Hartog, Numa Edward Hartog e Philip Hartog, e o irmão de seu marido, James Darmesteter, casou-se com a poetisa Agnes Mary Frances Duclaux.
Seus pais administravam um internato francês onde Héléna aprendeu a falar francês. Mais tarde, ela estudou pintura em Paris com Gustave Courtois, onde conheceu seu marido Arsène Darmesteter. Ela se tornou uma pintora de retratos de sucesso, expondo na Academia Real Inglesa em 1891 e 1894 e na Exposição Universal de 1900, em Paris . Ela também mostrou trabalhos nas Exposições de Verão da Royal Academy Summer Exhibitions em 1907 e 1908 e era membro da Société des Artistes Français e da Société Nationale des Beaux-Arts .